# Goeldiella
Goeldiella is een monotypisch geslacht van straalvinnige vissen uit de familie van de antennemeervallen (Heptapteridae).

## Soort
- Goeldiella eques (Müller & Troschel, 1849)